# Elena Mauti-Nunziata
Elena Mauti-Nunziata   (Palma Campania, 28 d'agost de 1946 - 22 de juliol de 2024) va ser una cantant d'òpera italiana.

## Biografia
Va estudiar inicialment al Teatro Lirico Sperimentale de Palerm, on va tenir de professora a Gina Cigna, i va fer el seu debut oficiós en Sicília com a Musetta en La bohème de Giacomo Puccini. El seu primer èxit va tenir lloc a Palerm en I Puritani de Vincenzo Bellini. Com a soprano lírica, va guanyar fama interpretant la Violetta de l'òpera La traviata de Giuseppe Verdi en una producció notable a Madrid en 1977, i després interpretant el popular paper de Nedda de l'òpera Pagliacci de Ruggero Leoncavallo. A la primera d'aquestes obres, escenificades al Teatro de la Zarzuela, va participar també el tenor Alfredo Kraus. Ambdós van ser contractats per fer substitucions de darrer moment, car els cantants inicialment previstos (Maddalena Bonifacio i Gianni Raimondi) no es trobaven en condicions de cantar.
En el Gran Teatre del Liceu va actuar en febrer de 1977, interpretant l'Otello de Verdi juntament amb Plácido Domingo. Altres actuacions notables inclouen interpretacions de Madama Butterfly de Puccini i Il trovatore i La forza del destino de Verdi. Va acabar la seva carrera internacional interpretant la Magda de La Rondine i la Tosca de Puccini, tot i que durant la dècada del 1990 va actuar de nou al Teatro Regio de Torí en l'òpera Francesca da Rimini.
A finals de la dècada del 1990, mentre encara tenia una bona salut vocal, Elena Mauti-Nunziata va deixar els escenaris d'òpera amb un concert de comiat en Brescia, on va cantar el final de l'acte primer de La traviata.